# David Duke
David Ernest Duke (nascido em 1 de julho de 1950) é um  supremacista branco, libelo antissemita, político de extrema-direita, criminoso condenado e antigo Grand Wizard dos Cavaleiros do Ku Klux Klan americano. De 1989 a 1992, ele foi um membro da Câmara dos Representantes de Luisiana pelo Partido Republicano. As suas políticas e textos são vastamente devotos a promover teorias da conspiração sobre judeus, como o negacionismo do Holocausto e o controlo judeu do meio académico, da imprensa, e do sistema financeiro. A Liga Antidifamação descreveu Duke em 2013 como promovendo opiniões supremacistas brancas e "talvez o racista e antissemita mais bem conhecido da América."
Duke candidatou-se sem sucesso como candidato Democrata pela legislatura do estado durante os anos 70 e 80, culminando na sua campanha pela nomeação presidencial Democrata de 1988. Depois de falhar a ganhar qualquer tipo de aderência dentro do Partido Democrata, Duke saiu e ganhou com sucesso a nomeação presidencial do menor Partido Populista. A dezembro de 1988, ele tornou-se um Republicano e alegou ter-se tornado num cristão renascido, enquanto nominalmente renunciando antissemitismo e racismo. Duke rapidamente ganhou o seu único mandato eleitoral, um assento na Câmara de Representantes de Luisiana. Ele fez depois campanhas sem sucesso mas competitivas para vários mandatos, incluindo para o Senado dos Estados Unidos em 1990 e para Governador de Luisiana em 1991. As suas campanhas foram denunciadas por líderes nacionais e estaduais Republicanos, incluindo o presidente George H. W. Bush. Ele montou uma campanha menor para o presidente Bush em 1992.
Em fins dos anos 90, Duke tinha abandonado a sua pretensão de rejeitar o racismo e antissemitismo, e começou a promover abertamente opiniões racistas e neo-Nazi. Ele começou então a dedicar-se a escrever acerca das suas opiniões políticas, tanto em boletins informativos e mais tarde na internet. Nos seus textos, ele denigre afro-americanos e outras minorias étnicas, e promove teorias de conspiração sobre um plano judeu para controlar a América e o mundo. Ele continuou a concorrer para mandatos públicos por 2016; no entanto, seguido da sua reversão para neonazismo aberto, as suas candidaturas não foram competitivas.
Durante os anos 90, Duke defraudou os seus apoiantes políticos fazendo de conta que ele terríveis dificuldades financeiras e solicitando dinheiro para necessidades básicas. Na altura, Duke estava de facto financeiramente seguro e usava o dinheiro para apostas recreativas. A dezembro de 2002, Duke deu-se como culpado do crime de fraude e subsequentemente serviu uma sentença de 15 meses no Instituto Correcional Federal, Big Spring no Texas.

## Vida inicial
Duke nasceu em Tulsa, Oklahoma, filho de Maxine (née Crick) e de David Hedger Duke, sendo o mais novo de duas crianças. Como o filho de um engenheiro da Shell plc, Duke mudou-se frequentemente com a sua família pelo mundo. Durante 1954, eles viveram por pouco tempo nos Países Baixos antes de assentarem numa área completamente branca em Nova Orleães, Luisiana em 1955. A sua mãe era uma alcoólica; o seu pai deixou-os permanentemente em 1966 para Laos aceitando um trabalho com a Agência dos Estados Unidos para o Desenvolvimento Internacional. Enquanto em Nova Orleães, Duke frequentou a Escola Clifton L. Ganus, uma escola fervorosamente conservadora patrocinada pela igreja de Cristo. Ele atribuiu o começo do seu despertar segregacionista a uma pesquisa para um projeto de oitavo ano da sua escola. Depois do seu nono ano, Duke transferiu para a Secundária Warren Easton em Nova Orleães. No seu 11º ano, ele frequentou a Academia Militar de Riverside em Gainesville, Georgia. No seu 12º ano, ele voltou a Nova Orleães, na integrada Secundária John F. Kennedy, e pela altura em que acabou a escola ele já era um membro do Klan.
Em 1964, Duke começou o seu envolvimento com políticas de direita radical depois de frequentar uma reunião do Citizens' Councils e ler os livros pro-segregação de Carleton Putnam, mais tarde citando Race and Reason: A Yankee View, 1961, como sendo responsável pela sua "iluminação". O livro de Putnam declarava a superioridade genética dos brancos. Também durante a sua adolescência, Duke começou a ler livros sobre Nazismo e o Terceiro Reich, e os seus discursos nas reuniões do CC começaram a ser mais explicitamente pro-nazi. Isto foi o suficiente para ele ganhar a desaprovação de alguns dos membros que eram mais racistas anti-negros do que antissemitas. Enquanto frequentava a Academia Militar de Riverside, a sua turma foi disciplinada depois de Duke ser encontrado na posse de um bandeira nazi, e na escola pública, ele protestou veementemente o descer da bandeira depois do assassinato de Martin Luther King Jr. No fim de 1960, Duke conheceu William Luther Pierce, o líder da Aliança Nacional neo-nazi e nacionalista branca, que continuaria uma influência para a vida de Duke. Duke juntou-se ao Ku Klux Klan em 1967.
Em 1968, Duke matriculou-se na Universidade de Luisiana (LSU) em Baton Rouge. Em 1970, ele formou um grupo de estudantes branco chamado White Youth Alliance (Aliança de Juventude Branca) que estava afiliada ao Partido Nacional Socialista de Pessoas Brancas. Ele apareceu numa demonstração com um uniforme nazi a segurar um cartaz a dizer "Gaseiem os Chicago 7" (um grupo de ativistas anti-guerra de esquerda que Kunstler tinha defendido) e "Kunstler é um judeu comunista" para protestar a aparência do advogado William Kunstler na Universidade Tulane em Nova Orleães. Fazendo piquete e festas no aniversário do nascimento de Adolf Hitler, ele tornou-se conhecido no campus da LSU por usar um uniforme nazi. Enquanto um estudante na LSU, Duke viajou numa viagem de carro a uma conferência do Partido Nazi Americano em Virgínia com supremacistas brancos, Joseph Paul Franklin (mais tarde condenado de múltiplos atos de terrorismo racial e antissemita e executado por homicídio em série) e Don Black.
Duke diz que passou nove meses em Laos, chamando-lhe uma "tour normal de dever". Ele juntou-se ao seu pai, que se manteve a trabalhar, e pediu que o filho o visitasse durante o verão de 1971. O seu pai ajudou-o a arranjar um emprego a ensinar inglês a oficiais do exército de Laos, do qual ele foi dispensado depois de seis semanas quando ele desenhou um cocktail Molotov no quadro. Ele também alegou que tinha ido para trás das linhas do inimigo 20 vezes à noite para largar arroz a insurgentes anti-comunistas em aviões a voar a 3m do chão, evitando por pouco ter um ferida causada por estilhaços. dois pilotos da Air America que estavam em Laos na mesma altura disseram que os aviões só voavam durante o dia e que eles também não voavam a menos de 150m do chão. Um piloto sugeriu que talvez fosse possível que Duke tivesse ido num "voo de rotina" seguro uma ou duas vezes mas não mais que isso. Duke também foi incapaz de se recordar do nome do aeródromo que ele usou.

### Detenção em Nova Orleães em 1972
Em janeiro de 1972, Duke foi preso em Nova Orleães por incitar um tumulto. Várias confrontações raciais aconteceram nesse mês nessa cidade, incluindo uma no Monumento de Robert E. Lee involvendo Duke, Addison Roswell Thompson—um segregacionista permanente candidato a Governador de luisiana e a Prefeito de Nova Orleães—e o seu amigo e mentor de 89 anos, Rene LaCoste. Thompson e LaCoste vestiram-se com roupões do Klan para a ocasião e colocaram uma bandeira da Confederação no monumento. Os Black Panthers começaram a atirar tijolos aos dois homens, mas a polícia chegou a tempo de evitar lesões graves.
Em 1972, Duke foi acusado de solicitar fundos de campanha para o candidato presidencial George Wallace e depois ficar com as receitas, Ele também foi acusado de encher recipientes de vidro com líquido inflamável, banido sob um decreto de Nova Orleães. Ambas acusações foram arquivadas.

### Cavaleiros do Ku Klux Klan
Em 1974, Duke fundou os Cavaleiros do Ku Klux Klan (KKKK) sediados em Luisiana, pouco depois de se formar da LSU. Ele tornou-se no Grand Wizard mais novo de sempre do KKKK em 1976. Duke começou a receber pela primeira vez ampla atenção pública durante esta altura, como ele se esforçou para se vender em meados dos anos 70 como um novo tipo de Klansman: arranjado, comprometido, e profissional. Duke também reformou a organização, promovendo não-violência e legalidade, e, pela primeira vez na história do Klan, mulheres eram aceites como membros iguais e católicos eram encorajados a candidatarem-se a membros. Duke também insistiu repetidamente que o Klan era "não anti-negros" mas invés "pro-brancos" e "pro-cristão". Duke disse ao jornal britânico Daily Telegraph que ele deixou o Klan em 1980 porque ele não gostava das suas associações com violência e que não podia parar os membros de outros capítulos do Klan de fazerem "coisas estúpidas e violentas". Foi afirmado por Julia Reed no The New York Review of Books em abril de 1992 que Duke foi forçado a deixar o Klan depois de vender uma cópia dos registos dos membros a um líder do Klan rival que era um informador do FBI.

## Atividades políticas e ideológicas

David Duke na década de 1970.

### Campanhas iniciais
Duke concorreu pela primeira vez no Senado de Luisiana como um Democrata de um distrito de Baton Rouge em 1975. Durante a sua campanha, foi-lhe permitido falar nos campus da Universidade Vanderbilt, Universidade de Indiana, Universidade do Sul da Califórnia, Universidade Stanford, e Universidade Tulane. Ele recebeu 11,0179 votos, um terço dos votos expressos.
Duke concorreu para o senado do estado outra vez em 1979, mas ficou em segundo lugar para o senador incumbente Joe Tiemann.
No fim dos anos 70, Duke foi acusado por vários oficiais do Klan de roubar o dinheiro da organização. "Duké é nada mas um vigarista", Jack Gregory, o líder do estado da Florida de Duke, disse ao Clearwater Sun depois de Duke alegadamente recusar entregar as receitas de uma série de comícios do Klan de 1979 aos Cavaleiros. Outro oficial do Klan sob Duke, Jerry Dutton, disse a repórteres que Duke tinha usado os fundos do Klan para comprar e remodelar a sua casa em Metairie . Duke mais tarde justificou as reparações dizendo que a maioria da sua casa era usado pelo Klan.
Ele concorreu para a nomeação presidencial Democrata durante a eleição presidencial em 1980. Apesar de ser demasiado novo por seis anos para se qualificar para concorrer para presidente Duke tentou colocar o seu nome no boletim em doze estados dizendo que ele queria ser um formador de opinião que podia "selecionar questões e formar uma plataforma representando a maioria deste país" na Convenção Nacional Democrata. Ele também se declarou culpado em 1979, por causar distúrbio à paz quando ele liderou setenta a cem Klansmen a rodear veículos policiais num estacionamento de um hotel em Metairie em setembro de 1976, e foi multado $100 e foi-lhe dada uma sentença suspensa de três meses. Duke e James K. Warner tinham sido originalmente condenados dessa acusação em 1977, mas o Tribunal Supremo de Lusiana tinha revertido a decisão devido ao estado ter introduzido provas ilegais. Duke foi preso por entrado no Canadá ilegalmente para discutir imigração do terceiro mundo no Canadá a um talk show.
Ele deixou o KKK em 1980, depois de ser acusado de tentar vender a lista de endereços da organização por $35,000. ele fundou a Associação Nacional para o Avanço das Pessoas Brancas e serviu como o seu presidente  depois de deixar o Klan. Usando o boletim informativo do grupo, ele promoveu literatura negacionista do Holocausto para venda como The Hoax of the Twentieth Century e Did Six Million Really Die?
Duke alegadamente conduziu um apelo de mala direta em 1987, usando a identidade e lista de endereços da Liga de Defesa do Condado Forsyth de Geórgia sem permissão. Os oficiais da Liga descreveram a ação como um esquema de angariação de fundos.

### Campanha presidencial de 1988
Em 1988, Duke concorreu inicialmente nas primárias presidenciais Democratas. A sua campanha teve impacto limitado, com uma exceção menor — como o único candidato no boletim, ele ganhou a pouca conhecida primária vice presidencial de New Hampshire. Duke, tendo falhado a ganhar tração como um Democrata, tentou e ganhou a nomeação presidencial do Partido Populista, uma organização fundada por Willis Carto. Ele apareceu no boletim para presidente em 11 estados e foi um candidato write-in em alguns outros estados, alguns com Trenton Stokes do Arkansas para vice presidente, e em boletins de outros estados com Floyd Parker, um médico de Novo México, para vice presidente. Ele recebeu apenas 47,047, para 0.04% do voto popular nacional.

### 1989: Candidatura na eleição especial para um lugar na Câmara de Luisiana
Em dezembro 1988, Duke mudou a sua afiliação política do Partido Democrata para o Partido Republicano.
Em 1988, o representante Republicano do estado Charles Cusimano de Metairie desistiu do seu lugar do Distrito 81 para se tornar no 24º juiz do Tribunal Judicial do Distrito, e uma eleição especial foi convocado mais cedo em 1989 para selecionar um sucessor. Duke entrou na corrida para suceder a Cusimano e enfrentou vários adversários, incluindo os colegas Republicanos John Spier Treen, um irmão do antigo governador David Treen; Delton Charles, um membro do conselho escolar; e Roger F. Villere Jr., que opera a Florista Villere em Metairie. Duke acabou em primeiro na primária com 3,995 votos (33.1%). Como nenhum deles recebeu a maioria do voto na primeira ronda, um segundo turno foi necessário entre Duke e Treen, que recebeu 2,277 votos (18.9%) na primeira ronda de votações. A candidatura de Treen foi apoiada pelo presidente dos Estados Unidos George H. W. Bush, pelo antigo presidente Ronald Reagan, e por outros Republicanos prominentes, como também pelos Democratas Victor Bussie (presidente da AFL-CIO do Luisiana) e Edward J. Steimel (presidente da Associação de Negócios e Indústria do Luisiana e antigo diretor do laboratório de ideias do "governo bom", o Conselho de Pesquisa de Assuntos Públicos). Duke, no entanto, criticou Treen numa declaração que ele fez a indicar uma vontade de entreter contribuições prediais mais altas. Duke, com 8,459 (50.7%), derrotou Treen, que recebeu 8,232 (49.3%). Ele serviu na Câmara de 1989 a 1992.
O legislador caloiro Odon Bacqué de Lafayette, um membro do Partido Não da Câmara, ficou sozinho em 1989 quando ele tentou negar o lugar a Duke com base que o novo representante tinha residido fora do seu distrito na altura das suas eleições. Quando Treen falhou num desafio no tribunal em relação à residência de Duke, Duke teve direito ao seu lugar. Os legisladores que se opuseram a Duke disseram que eles tiveram que deferir os seus constituintes, que por pouco o escolheram como representante.

### Como representante do estado
Duke assumiu o cargo no mesmo dia que o Jerry Luke Blanc da Paróquia de Lafayette (que ganhou outra eleição especial, no mesmo dia que o segundo turno de Duke-Treen, para escolher um sucessor para Kathleen Blanco), o futuro governador que foi eleito pela Comissão de Serviço Público do Luisiana. Duke e LeBlanc tomaram posse separadamente.
O colega Ron Gomez de Lafayette declarou que Duke, como um legislador a curto prazo, era "tão obstinado, ele nunca realmente se tornou envolvido nos aspetos mais básicos das regras da Câmara e dos procedimentos parlamentares. Foi só essa insuficiência que levou ao fim da maioria das suas tentativas da legislação."
Uma questão legislativa empurrada por Duke era o requerimento de que os destinatários de previdência social fossem testados para uso de narcóticos. Os destinatários tinham que se mostrar livres de droga para receberem benefícios estaduais e federais sob a sua proposta.
Gomez, na sua autobiografia de 2000, disse que ele se lembra de Duke obter a aprovação de apenas uma lei, legislação que proíbe que produtores cinematográficos ou editoras de livros de compensarem jurados para relatos das suas experiências em tribunal.
Duke lançou sem sucesso uma campanha para o Senado dos Estados Unidos em 1990 e para governador em 1991.

### Campanha para o Senado em 1990
Embora Duke tinha hesitado inicialmente sobre entrar na corrida para o Senado, ele fez o seu anúncio à candidatura para uma primária apartidária realizada a 6 de outubro de 1990. Duke foi o único Republicano a competir contra três Democratas, incluindo o senador incumbente J. Bennett Johnston, Jr., de Shreveport, cujo Duke ridicularizou como "J. Benedict Johnston".
O antigo governador David Treen, cujo irmão, John Treen, Duke tinha derrotado para representante do estado em 1989, chamou a plataforma senatorial de Duke de "lixo. [...] Eu acho que ele é mau para o nosso partido por causa da sua adoção de Nazismo e superioridade racial."
O Partido Republicano apoiou oficialmente o senador estadual Ben Bagert de Nova Orleães numa convenção estadual a 13 de janeiro de 1990, mas os oficiais Republicanos em outubro, dias antes da eleição primária, concluíram que Bagert não podia ganhar. Para evitar um segundo turno entre Duke e Johnston, o partido decidiu render a primária a Johnston. O financiamento à campanha de Bagert foi interrompido, e depois de protesto inicial, Bagert desistiu dois dias antes da eleição. Com uma retirada tão tardia, o nome de Bagert continuou no boletim, mas os seus votos, a maioria dos quais foram presumivelmente expressos como boletins em branco, não foram contados. Duke recebeu 43.51% (607,391 votos) do voto primário para o 53.93% de Johnston (752,902 votos).
As opiniões de Duke motivaram os seus críticos, incluindo Republicanos como o jornalista Quin Hillyer, a formarem a Coligação Contra Racismo e Nazismo de Luisiana, o que dirigiu atenção da mídia para as declarações de Duke de hostilidade para negros e Judeus.
Num editorial de 2006 do Financial Times, Gideon Rachman relembrou-se de entrevistar o gerente da campanha de 1990 de Duke, que disse, "Os judeus apenas não são um grande problema em Luisiana. Nós estamos a dizer ao David, fica com atacar os negros. Não há razão nenhuma para ir atrás dos judeus, tu só os chateais e também ninguém quer saber deles."

### Campanha para Governador de Luisiana de 1991
Apesar de repudiação pelo Partido Republicano, Duke concorreu para governador de Luisiana em 1991. Na primária, Duke acabou em segundo lugar para o antigo governador Edwin Edwards em votos; por isso, ele enfrentou Edwards num segundo turno. Na ronda inicial, Duke recebeu 32% dos votos. O governador incumbente Buddy Roemer, que tinha trocado do Partido Democrata para o Republicano durante o seu mandato, ficou em terceiro com 27% do voto. Duke efetivamente matou a tentativa de Roemer para a reeleição. Embora Duke tenha tido um eleitorado de apoiantes devotos central com algum tamanho, muitos votaram nele como um "voto de protesto" para registar insatisfação com os políticos do estabelecimento de Luisiana. Em resposta ás críticas pelas suas atividades passadas de supremacismo branco, a sua resposta foi pedir desculpa pelo seu passado e declarar que ele era um cristão renascido. Durante a campanha, Duke disse que ele era o porta-voz para a "maioria branca" e, segundo o The New York Times, "igualou a exterminação dos judeus na Alemanha Nazi com os programas de ação afirmativa nos Estados Unidos."
A Coligação Cristã da América, que exerceu impacto considerável no Comité Republicano Estadual Central, era liderada em Luisiana pelo seu diretor nacional e vice-presidente, Billy McCormack, na altura o pastor do Centro de Culto da Universidade em Shreveport. A coligação foi acusada de ter falhado a investigar Duke na parte inicial da sua ressurgência política. Pela altura da eleição para governador em 1991, no entanto, a sua liderança tinha retirado o apoio de Duke. Apesar do estatuto de Duke como o único Republicano no segundo turno, o presidente incumbente George H. W. Bush (um republicano) opôs-se à sua candidatura e denunciou-o como um charlatão e um racista. O chefe da Casa Branca John H. Sununu declarou, "O presidente contesta absolutamente o tipo de declarações racistas que vieram de David Duke agora e no passado."
A Coligação Contra Racismo e Nazismo de Luisiana reuniu-se contra a campanha para governador de Duke. Elizabeth Rickey, uma membro moderada do Comité Republicano Estadual Central de Luisiana e sobrinha de Branch Rickey, começou a seguir Duke para gravar os seus discursos e expor o que ela via como instâncias de comentários racistas e neo-nazis. Por algum tempo, Duke levou Rickey a almoçar, apresentou-a às suas filhas, telefonou-lhe durante a noite, e tentou-a convencer das suas crenças, incluindo que o Holocausto era um mito, o médico de Auschwitz Josef Mengele era um génio médico, e que os negros e os judeus eram responsáveis por várias doenças sociais. Rickey lançou transcrições das suas conversas à imprensa e também forneceu provas que estabeleciam que Duke vendeu literatura Nazi (como o Mein Kampf) do seu gabinete legislativo e frequentou reuniões políticas neo-Nazi enquanto ele estava a exercer um cargo eletivo.
Entre a primária e o segundo turno, chama a "eleição geral" sob as leis de eleições de Luisiana (na qual todos os candidatos concorrem em um boletim, não importa o partido), organizações supremacistas brancas à volta do mundo contribuíram para o financiamento da campanha de Duke.
O crescimento de Duke ganhou atenção da mídia nacional. Enquanto ele ganhou o apoio do antigo prefeito de Alexandria John K. Snyder, Duke ganhou alguns apoios sérios em Luisiana. Celebridades e organizações doaram milhares de dólares para a campanha do antigo Governador Edwin Edwards. Referenciando o problema duradouro de Edwards com acusações de corrupção, autocolantes populares diziam "Vota no Vigarista. É importante", e "Vota no Lagarto (Lizard), não no Feiticeiro (Wizard)." Quando um repórter perguntou a Edwards se ele precisava de triunfar sobre Duke, Edwards respondeu com um sorriso. "Continua vivo."
O debate do segundo turno, a 6 de novembro de 1991, recebeu atenção significante quando o jornalista Norman Robinson questionou Duke. Robinson, que é afro-americano, disse a Duke que ele estava "assustado" com possibilidade de Duke ganhar a eleição por causa da sua história de comentários racistas e antissemitas "diabólicos, maus, vis", alguns dos quais ele leu a Duke. Ele pressionou então Duke para se desculpar e quando Duke protestou que Robinson não estava a ser justo com ele, Robinson respondeu que ele não pensou que Duke estava a ser honesto. Jason Berry do Los Angeles Times chamou-lhe "TV surpreendente" e o "catalisador" para a participação "esmagadora" de eleitores negros que ajudaram Edwards a derrotar Duke.
Edwards recebeu 1,057,031 votos (61.2%), enquanto que os 671,009 votos de Duke representaram 38.8% do total. Duke no entanto alegou vitória, dizendo, "Eu ganhei o meu círculo eleitoral. Eu ganhei 55% do voto branco", uma estatística confirmada pelas sondagens. Duke, invés de Edwards, apareceu na televisão no dia seguinte; o seu rival recusou aparecer com ele.

### Candidato presidencial do Partido Republicano em 1992
Duke concorreu como um Republicano nas primárias presidenciais de 1992, embora os oficiais do Partido Republicano tenham tentado bloquear a sua participação. Ele recebeu 119,115 (0.94%) votos nas primárias, mas nenhuns delegados na Convenção Republicana Nacional de 1992.
Um documentário, Blacklash: Race and the America Dream (1992) [Repercussão: Raça e o Sonho Americano], investigou o apelo de Duke entre alguns eleitores brancs. Blacklash explorou os problemas demagógicos da plataforma de Duke, examinando o seu uso de crime negro, assistência social, ação afirmativa e supremacia branca e ligou Duke a um legado de outros políticos brancos com repercussões, como Lester G. Maddox e George Wallace, e o uso na campanha presidencial bem sucedida de 1988 de George H. W. Bush destes mesmos botões quentes com temas raciais.

### Campanha de 1996 para o Senado
Quando Johnston anunciou a sua reforma em 1996, Duke concorreu outra vez para o Senado dos Estados Unidos. Ele sondou 141,489 votos (11.5%). O antigo representante Republicano estadual Woody Jenkins de Baton Rouge e a Democrata Mary Landrieu de Nova Orleães, a antiga tesoureira de estado, foram para a competição da eleição geral. Duke ficou em quarto numa corrida de nove pessoas.

### Campanha de 1999 para a Câmara dos Estados Unidos
Uma eleição especial foi convocada no Primeiro Distrito Congressional de Luisiana seguida da demissão repentina do incumbente Republicano Bob Livingston em 1999. Duke procurou o lugar como um Republicano e recebeu 19% do voto. Ele acabou em terceiro, falhando então para ir ao segundo turno. A sua candidatura foi repudiada pelos Republicanos. O presidente do Partido Republicano Jim Nicholson comentou: "Não há espaço no partido de Lincoln para um Klansman como David Duke." O representante Republicano estadual David Vitter (mais tarde um senador) enfrentou o antigo governador Treen. Também na corrida tava o líder Republicano de Nova Orleães, Rob Couhig.

### Protocolo de Nova Orleães
Duke organizou uma reunião no fim de semana de "Nacionalistas Europeus" em Kenner, Luisiana. Numa tentativa de tentar ultrapassar a fragmentação e divisão no movimento nacionalista branco que seguiram a morte em 2002 do líder William Luther Pierce, Duke apresentou uma proposta de unidade para paz dentro do movimento e uma imagem melhor para as pessoas de fora. A sua proposta foi aceite e é agora conhecida como o Protocolo de Nova Orleães. Ele promete adeptos para uma perspetiva pan-europeia, reconhecendo aliança nacional e étnica, mas salientando o valor de todas as pessoas europeias. Assinada e patrocinada por um número de líderes supremacistas brancos e organização, tem três provisões:
1. Zero tolerância para violência.
2. Comportamento honrável e ético em relações com outros grupos signatários. Isto inclui não denunciar outras que tnham assinado este protocolo. Em outras palavras, nenhuns inimigos na direita.
3. Manter um tom alto nas nossas discussões e apresentações públicas.

Aquele que assinaram o pacto a 29 de maio de 2004, incluiem Duke, Don Black, Paul Fromm, Willis Carto (cuja revista The Barnes Review negacionista do Holocausto ajudou a patrocinar o evento), Kevin Alfred Strom, e John Tyndall (assinando como um indivíduo, não em nome do Partido Nacional Britânico).
O Southern Poverty Law Center (SPLC) disse que o "tom alto" do Protocolo contrastava com declarações no evento onde o pacto foi assinado, como o Paul Fromm chamar uma mulher muçulmana de "uma bruxa num saco" e Sam Dickinson (do Conselho de Cidadãos Conservadores, outro patrocinador) falou sobre o efeito "muito, muito destrutivo" de opor os Nazis na Segunda Guerra Mundial—oposição que causou as pessoas verem os "valores raciais normais e saudáveis" de Hitler como maldosos. O SPLC descreveu o Protocolo como uma "fachada", dizendo que "a maioria da ira dos participantes da conferência era dirigida ao que eles consideravam ser uma conspiração judaica para destruir a raça humana pela imigração e miscigenação".

### Atividade política (1999—2012)
Duke juntou-se ao Partido Reformista em 1999. Duke deixaria o partido depois da eleição.
Em 2004, o guarda-costas, colega de quarto, e associado de longa data de Duke, Roy Armstrong, concorreu para a Câmara dos Representantes  como um Democrata, para servir o Primeiro Distrito Congressional de Luisiana. Na primária aberta, Armstrong acabou em segundo num campo de seis candidatos com 6.69% do voto, mas o Republicano Bobby Jindal recebeu 78.40%, ganhando então o lugar. Duke foi o conselheiro chefe da campanha de Armstrong.
Duke alegou que milhares de ativistas do movimento Tea Party tinham pedido-lhe para concorrer para presidente em 2012, e que ele estava seriamente a considerar entras nas primárias do Partido Republicano. No entanto, Duke ultimamente não contestou as primárias ganhas por Mitt Romney, que perdeu a eleição presidencial para o incumbente Barack Obama.

### Advocacia a Donald Trump
Em 2015, foi relatado pela mídia que Duke apoiou o então candidato presidencial Donald Trump. Duke clarificou mais tarde numa entrevista com o The Daily Beast em agosto de 2015 que enquanto ele via Trump como "o melhor do lote", devido à sua posição quanto à imigração, o apoio de Trump a Israel era problema para ele. Duke alegou que "Trump deixou bem claro que ele está 1,000 porcento dedicado a Israel, então quanto é que sobra para a América?" Em dezembro de 2015, Duke disse que Donald Trump fala mais radicalmente do que ele, aconselhando que o discurso radical de Trump é um positivo e um negativo.
Em fevereiro de 2016, Duke pediu aos seus ouvintes para votar em Trump, dizendo que vota para alguém sem ser Trump "é realmente traição ao teu legado". Trump, Duke acreditava, era "de longe o melhor candidato". Quando questionado se ele renunciava o apoio de Duke, Trump respondeu "Eu não sei nada sobre David Duke. Certo?...Eu não sei nada sobre supremacistas brancos. E então está a me fazer uma pergunta em que devo falar a respeito de pessoas sobre as quais não sei nada."
Para a eleição presidencial de 2020, Duke voltou a expressar a sua preferência de Donald Trump em vez de Joe Biden, o que foi vastamente interpretado como um apoio. Duke pediu ao Presidente Trump para substituir o seu vice presidente Mike Pence pelo apresentador televisivo Tucker Carlson alegando que um bilhete assim era a única de "para os Bolcheviques comunas".

### Campanha de 2016 para o Senado
A 22 de julho de 2016, Duke anunciou que ele estava a planear concorrer para a nomeação Republicana para o lugar do Senado em Luisiana que estava a ser ocupado pelo Republicano David Vitter. Ele afirmou que ele estava a concorrer "para defender os direitos dos americanos europeus." Ele alegou que a sua plataforma tem-se tornado a corrente dominante Republicana e adicionou, "Eu estou radiante de ver Donald Trump e a maioria dos americanos acolherem a maioria das questões que eu defendi durante anos." No entanto, a campanha de Trump reafirmou que Trump repudia o apoio de Duke, e que organizações Republicanas disseram que eles não vão apoiar "em nenhumas circunstâncias". A 5 de agosto de 2016, a National Public Radio (NPR) transmitiu uma entrevista entre Duke e Steve Inskeep na qual Duke alegou que exista racismo generalizado contra americanos europeus, que eles tinham sido sujeitos a ataques viciosos na mídia, e que os eleitores de Trump também eram os seus eleitores.
Um sondagem Mason-Dixon publicada a 20 de outubro de 2016, mostrou Duke a receber apoio de 5.1% dos eleitores no estado, mal conseguindo o requerimento de 5% para um candidato ser permitido participar num debate de 2 de novembro.
Duke recebeu 3% do voto no Dia da Eleição, com um total de 58,581 votos dos 2 milhões expressos. Ele ficou em 7º lugar na primária aberta de Luisiana.
Aqueles que fizeram doações à campanha foram publicamente expostos em vários estados em 2017, levando a boicotes, negócio perdido, e o fecho de um restaurante.

### Apoio na eleição presidencial de 2020
Em fevereiro de 2019, a mídia relatou que Duke tinha apoiado a candidato presidencial Tulsi Gabbard para o bilhete democrata e mudou a sua capa do Twitter para uma fotografia de Gabbard. Ele tweetou "Tulsi Gabbard para Presidente. Finalmente uma candidata que vai realmente por a América Primeiro invés de Israel Primeiro!" Gabbard recusou o apoio de Duke: "Eu tenho fortemente denunciado as opiniões odiosas de David Duke e o seu suposto 'apoio' múltiplas vezes no passado, e rejeito o seu apoio." Depois da derrota de Gabbard, Duke apoiou o presidente Donald Trump para reeleição.

## Antissemitismo

### Teorias raciais
Em 1998, Duke autopublicou uma autobiografia My Awakening: A Path to Racial Understanding (O Meu Acordar: Um Caminho para Entendimento Racial). O livro detalha as filosofias sociais de Duke, incluindo a sua advocacia de separação racial:
Nós [Brancos] desejamos viver nos nossos próprios bairros, ir para as nossas próprias escolas, trabalhar nas nossas próprias cidades e terras, e ultimamente viver como uma família extendida na nossa própria nação. Nós iremos acabar com o genocídio racial de integração. Nós iremos trabalhar para o estabelecimento eventual de uma pátria separada para afro-americanos, para que cada raça seja livre para seguir o seu próprio destino sem conflitos raciais e má vontade.
Uma análise do livro por Abraham Foxman, o então Diretor Nacional da Liga Antidifamação, descreve My Awakening como contendo opiniões racistas, antissemitas, sexistas, e homofóbicas.
Duke promove a teoria de conspiração de genocídio branco e explicitamente alega que os judeus estão a "organizar um genocídio branco". Em 2017 ele foi acusou Anthony Bourdain de promover genocídio branco.
Um perfil da Liga Antidifamação de Duke declara: "Embora Duke negue que ele é um supremacista branco e evita o termo em discursos públicos e textos, as políticas e posições que ele advoga afirmam claramente que pessoas brancas são as únicas que são moralmente qualificadas a determinar os direitos que devem aplicar-se a outros grupos étnicos."

### Alegações de "supremacia judaica"
Em 2001, Duke promoveu o seu livro, Jewish Supremacism: My Awakening to the Jewish Question (Supremacia Judaica:o Meu Despertar à Questão Judaica) na Rússia. Neste trabalho, ele propõe "examinar e documentar elementos de supremacismo étnico que têm existido na comunidade judaica desde os tempos históricos aos modernos". Este livro é dedicado a Israel Shahak, um autor crítico do que Shahak via como ensinamentos religiosos supremacistas na cultura judaica. O antigo ministro de imprensa de Boris Iéltsin, Boris Mironov, escreveu uma introdução para edição russa, impressa sob o título The Jewish Question Through the Eyes of an American (A Questão Judaica Pelos Olhos de um Americano). O trabalho baseia-se nos textos de Kevin B. Macdonald, incluindo múltiplos usos das mesmas fontes e citações.
O gabinete da Liga Antidimação em Moscovo pediu que o procurador de Moscovo abrisse uma investigação sobre Mironov. O gabinete iniciou uma carta para Alexander Fedulov, um membro proeminente da Duma, o Procurador Geral Vladimir Ustinov, pedindo que um caso criminal fosse aberto contra o autor e o editor russo do livro de Duke. Na sua carta, Fedulov descreve o livro como antissemita e uma violação das leis russas anti crimes de ódio. Á volta de dezembro de 2001, o gabinete do procurador fechou a investigação sobre Boris Mironov e Jewish Supremacism. Numa carta pública, Yury Biryukov, Primeiro Deputado do Procurador Geral da Federação Russa, afirmou que uma examinação psicológica, que foi feita como parte da investigação, concluiu que o livro e as ações de Boris Mironov não infringiu nenhumas leis russas anti crimes de ódio.
A Liga Antidifamação tem descrito o livro como antissemita. Houve uma altura em que o livro foi vendido no átrio principal do edifício da Duma do Estado russo (câmara baixa do parlamento).
Depois da publicação em março de 2006 de um trabalho sobre o lobby de Israel pelos professores John Mearsheimer e Stephen Walt, Duke elogiou o trabalho num número de artigos no seu site, nas suas transmissões, e no programa Scarborough Country da MSNBC a 21 de março. Segundo o The New York Sun, Duke disse num email que estava "supreendido por quão excelente [o trabalho] era. É muito satisfatório ver um órgão numa das melhores universidades americanas essencialmente vir e validar cada grande ponto que eu tenho andado a fazer desde antes da guerra [no Iraque] ter começado. [...] A tarefa diante de nós é tomar controlo da política estrangeira da América e conjunturas críticas da mídia dos Neocons extremistas judeus que procuram levar-nos no que esperançosamente chamam de IV Guerra Mundial." Stephen Walt afirmou: "Eu tenho sempre achado as opiniões do Sr. Duke repreensíveis, e eu peço desculpa por ele ver este trabalho como consistente com a sua visão do mundo."
Em 2015, depois de 47 Republicanos do Senado avisarem o Irão que acordos feitos com os Estados Unidos que não estavam ratificados pelo Senado estavam susceptíveis a ser repudiados por um futuro Presidente, Duke disse ao Alan Colmes da Fox News que os signatários "deviam tornar-se num judeu, por um yarmulke porque eles não são americanos, eles venderam a sua alma ao poder judeu neste país e ao poder judeu no estrangeiro". O seu site tem hospedado artigos de autores que alegam que os agiotas judeus são donos do Banco da Reserva Federal, e que judeus são donos de Hollywood e da mídia dos Estados Unidos.

### Suposto "controlo Sionista"
Na edição pós-11 de setembro do seu boletim informativo, Duke escreveu que a "razão devia dizer-nos que mesmo se agentes israelitas não fossem os reais provocadores por detrás da operação [do 11 de setembro], no mínimo eles tinham conhecimento prévio. [...] Os Sionistas causaram o ataque que a América aguentou tão certamente como se eles tivessem pilotado aqueles aviões. Foi causado pelo controlo judeu da mídia americana e do Congresso."
Numa entrevista com a Press TV iraniana a 11 de setembro de 2012, Duke disse: "Existem impressões digitais israelitas em todo o aspeto do 11 de setembro. [...] O Israel tem um longo histórico de terrorismo contra a América...existem várias razões para o Israel querer que o 11 de setembro acontecesse." Da Guerra do Iraque, segundo Duke, "Os Sionistas orquestraram e criaram esta guerra na mídia, no governo, e finanças internacionais." Noutra participação na Press Tv no ano seguinte, Duke disse que o Congresso "está totalmente nas mãos dos Sionistas. Os Sionistas controlam o governo americano na totalidade." Segundo ele, o suposto controlo da América pelos judeus é "o maior problema do mundo."

### Negacionista do Holocausto Ernst Zündel
Duke expressou apoio pelo negacionista do Holocausto Ernst Zündel, um emigrante alemão no Canadá. Duke fez um número de declarações a apoiar Zündel e a sua campanha de negacionismo do Holocausto. Zündel foi deportado do Canadá para a Alemanha e preso na Alemanha com acusações de incitar as massas para ódio étnico. Depois de Zündel morreu em agosto de 2017, Duke referiu-se a ele como sendo um "europeu preservacionista muito heroico e corajoso".

### Atividades na Ucrânia e Rússia (2205—2006)
Nos anos 90, Duke viajou para a Rússia várias vezes, encontrando-se com políticos antissemitas russos como Vladímir Jirinóvski e Albert Mashakov. Em setembro de 2005, Duke recebeu um "doutoramento emj história" não credenciado da universidade privada da Ucrânia, Academia Interregional de Gestão de Pessoal (MAUP), um instituto descrevido pela Liga Antidifamação como uma "Universidade de Ódio". A tese de doutoramento era entitulada de "Sionismo como uma Forma de Supremacia Étnica." No entanto, o programa de doutoramento da MAUP não foi credenciado pela Comissão Superior de Atestação da Ucrânia e não é credenciada pelo órgão de estado sucessor, o Ministério da Educação e Ciência da Ucrânia, então os diplomas de doutoramento emitidos pela MAUP não são reconhecidos pelo estado ucraniano como diplomas académicos reais.
A Liga Antidifamação disse que a MAUP é a fonte principal de atividade antissemita e publicações na Ucrânia, e as suas "ações antissemitas" foram "fortemente condenadas" pelo Ministro dos Negócios Estrangeiros Borys Tarasyuk e várias organizações.
Duke ensinou um curso de relações internacionais e um curso de história na MAUP.
A 3 de junho de 2005, Duke co-presidiu uma conferência chamada "Sionismo Como a Maior Ameaça à Civilização Moderna" na Ucrània, patrocinada pela MAUP. A conferência foi frequentada por várias figuras públicas ucranianas e políticos, também Israel Shamir descrevido pela Liga Antidifamação como "um escritor antissemita".
Nos fins de semana de 8—10 de junho de 2006, Duke frequentou como orador na conferência Internacional "Futuro do Mundo Branco" em Moscovo, que foi coordenada e apresentada por Pavel Tulayev.

### Conferência do Holocausto iraniano
De 11—13 de dezembro de 2006, convidado pelo presidente iraniana Mahmoud Ahmadinejad, Duke fez parte da Conferência Internacional para Rever a Visão Global do Holocausto, um evento em Teerão questionando o Holocausto. "Os Sionistas têm usado o Holocausto como uma arma para negar os direitos dos Palestinianos e esconder os crimes de Israel", Duke disse a um grupo de quase 70 participantes. "Esta conferência tem um impacto incrível nos estudos do Holocausto à volta do mundo", disse Duke. Segundo Duke: "O Holocausto é um dispositivo usado como o pilar de imperialismo Sionista, agressão Sionista, terror Sionista e homicídio Sionista."

## Outras afiliações e associações

### Stormfront
Em 1995, Don Black e Chloê Hardin, a ex-mulher de Duke, começou um BBS chamado Stormfront. O site tem-se tornado num fórum online proeminente para nacionalismo branco, separatismo branco, negacionismo do Holocausto, neo-nazismo, discurso de ódio e racismo. Duke é um utilizador ativo do Stormfront, onde ele publica artigos do seu próprio site e sonda membros do fórum para opiniões e perguntas. Duke tem trabalhado com Don Black em numerosas ocasiões, incluindo na Operação Red Dog (a tentativa de derrubar o governo de Dominica) em 1980. Duke continuou a estar involvido com a estação de rádio do site em 2019.

### Partido Nacional Britânico
Em 2000, Nick Griffin (então líder do Partido Nacional Britânico no Reino Unido) encontrou-se com Duke num seminário com os Amigos Americanos do Partido Nacional Britânico. Griffin disse:
Em vez de falar sobre puridade racial, nós falamos de identidade ... isso significa basicamente usar as palavras comerciáveis, como eu digo, liberdade, segurança, identidade, democracia. Ninguém pode criticar-las. Ninguém pode chegar ao pé de ti e atacar-te nessas ideias. Elas são comerciáveis,

— Nick Griffin
Isto foi vastamente noticiado na mídia do Reino Unido, como também o encontre entre Duke e Griffin, depois dos sucessos eleitorais feitos pelo partido em 2009.

### Direita alternativa
Duke escreveu em elogio a Direita alternativa, descrevendo uma transmissão como "divertida e interessante" e outra como "este programa fantástico". Pessoas pela Maneira Americana relataram Duke a defender a direita alternativa. Duke descreveu-os como as "nossas pessoas" quando a descrever o seu papel na eleição de Donald Trump como presidente.
Também existem alegações que enquanto ele não é um membro ativo da direita alternativa, ele é uma inspiração para o movimento. O International Business Times descreveu Duke como tendo "acólitos saudadores de Zieg na sua chamada 'direita alternativa'". O The Forward disse que Duke "abriu caminho" para o movimento da direita alternativa.

## Dificuldades legais e condenação criminal

### Condenação de fraude fiscal e defraudar seguidores
A 12 de dezembro de 2002, David Duke deu-se como culpado à acusação criminal de apresentar uma declaração fiscal falsa sob 26 U.S.C. § 7206 e fraude postal sob 18 U.S.C. § 1341 Segundo o The New York Times: "Sr. Duke foi acusado de dizer aos seus seguidores que estava a passar por dificuldades financeiras, e depois teve uso indevido do dinheiro que eles lhe mandaram entre 1993 e 1999. Ele também acusado de entregar uma declaração fiscal falsa em 1998... Sr. Duke usou o dinheiro para investimentos pessoais e viagens de apostas... As contribuições foram tão pequenas como $5 [segundo o advogado dos Estados Unidos, Jim Letten] haviam tantas que devolver o dinheiro seria 'difícil'."
Quatro meses depois, Duke foi condenado a 15 meses na prisão, e ele serviu o tempo em Big Springs, Texas. Ele também levou uma multa de $10,000 e ordenado a cooperar com Internal Revenue Service (IRS) e pagar o dinheiro que ainda estava a dever pelos seus impostos 1998. Depois da sua libertação a maio de 2004, ele disse que a sua decisão de aceitar o acordo foi motivado pelo viés que ele entendeu no sistema de tribunal federal dos Estados Unidos e não pela sua culpa. Ele disse que sentia que as acusações foram inventadas para descarrilar a sua carreira política e desacreditá-lo aos seus seguidores, e que se ele escolhesse a opção segura de se declarar culpado e receber uma sentença mitigada em vez de se declarar inocente e potencialmente receber uma sentença completa.
As acusações de fraude postal vieram do que os procuradores descreveram como um esquema de seis anos para enganar milhares dos seus seguidores pedindo-lhes por seguidores. Usando o seu serviço postal, Duke apelou aos seus seguidores por fundos, declarando fraudulentemente que ele estava prestes a perder a sua casa e as suas poupanças. Os procuradores alegaram que Duke arrecadou centenas de milhares de dólares neste esquema. Os procuradores também estipularam que em contraste com o que eles disse nas correspondências, ele vendeu a sua casa com um lucro grande, teve múltiplas contas de investimentos, e gastou muito do seu dinheiro a apostar dinheiro em casinos.
O The Smoking Gun publicou o ficheiro inteiro dos documentos do tribunal relacionados a este caso no seu site, incluindo detalhes das confissões de culpa de Duke.

### Detenção de 2007 na República Checa
Em abril de 2009, Duke viajou para a República Checa a convite de um grupo neo-nazi conhecido como Národní Odpor ("Resistência Nacional") para apresentar três palestras em Praga e em Brno para promover a tradução checa do seu livro My Awakening (O Meu Acordar).
Ele foi preso a 23 de abril por suspeita de "negação ou aprovação do genocídio nazi e de outros crimes nazi" e "promoção de movimentos que procuram a supressão de direitos humano", que são crimes na República Checa puníveis até três anos de prisão. Na altura da sua detenção, Duke foi alegadamente protegido por membros do Národní Odpor. A polícia libertou-o antecipadamente a 25 de abril na condição que ele deixasse o país à meia noite do mesmo dia.
A primeira palestra de Duke estava marcada na Universidade Carolina em Praga, mas foi cancelada depois dos oficiais da universidade aprenderem que neo-nazis estavam a planear ir assistir. Alguns políticos checos, incluindo o Ministro do Interior Ivan Langer e o Ministro dos Direitos Humanos e Minorias Michael Kocáb, tinham previamente expressado oposição à entrada permitida de Duke na República Checa.
Em setembro de 2009, o gabinete do Procurador Distrital de Praga retirou todas as acusações, explicando que não existem provas que Duke tenha cometido qualquer crime.

### Expulsão em 2013 da Itália; interdição no Espaço Schengen
Em 2013, um tribunal italiano decidiu a favor de expulsar Duke de Itália. Duke, então com 63 anos, vivia numa aldeia de montanha Valle di Cadore no norte da Itália. Embora Duke tenha emitido visto para viver lá pela embaixada italiana em Malta, a polícia italiana descobriu mais tarde que a Suíça tinha emitido uma interdição de residência contra Duke que aplicava-se pelo Espaço Shengen da Europa.

## Outras publicações
Para angariar dinheiro em 1976, Duke (usando o duplo pseudónimo James Konrad e Dorothy Vanderbilt) escreveu um livro de autoajuda para mulheres, Finder-Keepers: Finding and Keeping the Man You Want (Achado não é Roubado: Encontrar e Manter o Homem que Tu Queres). O livro contem conselhos sexuais, de dieta, moda, cosméticos e de relações, e foi publicado pela Arlington Place Books, uma ramificação do Partido Nacional Socialista de Pessoas Brancas. O professor de história da Universidade Tulane Lawrence N. Powell, que leu uma cópia rara do livro oferecido pela jornalista Patsy Sims, escreveu que ele incluia conselhos sobre exercícios vaginais, sexo oral e anal e adultério defendido. O Klan puritano ficou chocado pela escrita de Duke. Segundo o jornalista Tyler Bridges, The Times-Picayune obteve uma cópia e rastreou a sua proveniência a Duke, que compilou o conteúdo de revistas de mulheres de autoajuda. Duke admitiu usar o pseudónimo Konrad.
Ele também escreveu African Atto sob o pseudónimo Mohammed X nos anos 70, um guia de artes marciais para militantes negros; ele alegou que era uma maneira de desenvolver uma lista de correspondência para ficar de olho em tais ativistas.

## Vida pessoal
Enquanto trabalhava na Aliança da Juventude Branca, Duke conheceu Chloê Eleanor Hardin, que também era ativa no grupo. Eles continuaram companheiros durante a universidade e casaram-se em 1974. Hardin é a mãe das duas filhas de Duke, Erika e Kristin. Os Dukes divorciaram-se em 1984, e Chloê mudou-se para West Palm Beach, Flórida, para poder estar perto dos seus pais. Aí, ela envolveu-se com o amigo de Klan de Duke, Don Black, com quem ela se casou mais tarde. Duke arrendou um apartamento em Moscovo começando em 1999. Ele morou na Rússia por cinco anos. Duke atualmente reside em Mandeville ,Luisiana.

## Na mídia
Duke é interpretado pelo ator Topher Grace no filme BlacKkKlansman de Spike Lee (2018).
Duke foi banido do Facebook em 2018, um ano depois da sua participação na Manifestação Unite the Right. Duke foi banido do YouTube no fim de junho de 2020 pela violação repetida das políticas da plataforma contra o discurso de ódio, junto com Richard B. Spencer e Stefan Molyneux. A conta de Twitter foi permanentemente suspendida no fim de julho de 2020 por violar as regras da empresa de conduta odiosa.

## Livros autopublicados
- Duke, David Jewish Supremacism [Supremacismo Judaico] (Free Speech Press, 2003; 350 pages) ISBN 1-892796-05-8
- Duke, David My Awakening [O Meu Acordar] (Free Speech Books, 1998; 736 pages) ISBN 1-892796-00-7